# Jazmín Ortenzi
Jazmín Ortenzi (* 20. November 2001) ist eine argentinische Tennisspielerin.

## Karriere
Ortenzi spielt überwiegend auf der ITF Women’s World Tennis Tour, wo sie bislang elf Titel im Einzel und elf im Doppel gewonnen hat.
2018 nahm sie an den Südamerikaspielen teil und trat sowohl im Dameneinzel als auch im Damendoppel zusammen mit ihrer Partnerin Eugenia Ganga an, schied aber in beiden Wettbewerben bereits in der ersten Runde aus.
Im Jahr 2019 spielte Ortenzi erstmals für die argentinische Billie-Jean-King-Cup-Mannschaft; ihre Billie-Jean-King-Cup-Bilanz weist bislang 3 Siege bei 3 Niederlagen aus.

## Turniersiege

### Einzel
| Nr. | Datum             | Turnier                 | Kategorie | Belag        | Finalgegnerin             | Ergebnis  |
| --- | ----------------- | ----------------------- | --------- | ------------ | ------------------------- | --------- |
| 1.  | 11. August 2019   | Santa Cruz de la Sierra | ITF W15   | Sand         | Victoria Bosio            | 6:3, 6:2  |
| 2.  | 18. August 2019   | La Paz                  | ITF W15   | Sand         | Romina Ccuno              | 6:3, 6:3  |
| 3.  | 21. November 2021 | Antalya                 | ITF W15   | Sand         | Diana Demidova            | 6:0, 7:5  |
| 4.  | 28. November 2021 | Antalya                 | ITF W15   | Sand         | Darja Lodikowa            | 6:0, 6:0  |
| 5.  | 12. Dezember 2021 | Antalya                 | ITF W15   | Sand         | Arina Gabriela Vasilescu  | 6:2, 7:67 |
| 6.  | 21. Mai 2023      | Curitiba                | ITF W15   | Sand         | Ana Candiotto             | 6:3, 6:3  |
| 7.  | 28. Mai 2023      | Recife                  | ITF W15   | Sand (Halle) | Sabastiani Leon           | 6:4, 7:5  |
| 8.  | 10. März 2024     | Córdoba                 | ITF W15   | Sand         | Julieta Lara Estable      | 6:2, 6:0  |
| 9.  | 2. Juni 2024      | Rio Claro               | ITF W15   | Sand         | Amy Zhu                   | 6:1, 6:2  |
| 10. | 9. Juni 2024      | Maringá                 | ITF W15   | Sand         | Lucciana Pérez Alarcón    | 6:4, 6:3  |
| 11. | 18. Mai 2025      | Båstad                  | ITF W35   | Sand         | Irene Burillo Escorihuela | 6:4, 6:2  |

### Doppel
| Nr. | Datum             | Turnier                 | Kategorie | Belag        | Partnerin                   | Finalgegnerinnen                               | Ergebnis         |
| --- | ----------------- | ----------------------- | --------- | ------------ | --------------------------- | ---------------------------------------------- | ---------------- |
| 1.  | 10. August 2019   | Santa Cruz de la Sierra | ITF W15   | Sand         | Noelia Zeballos             | Elizaveta Koklina Anna Morgina                 | 2:6, 6:1, [10:8] |
| 2.  | 17. August 2019   | La Paz                  | ITF W15   | Sand         | Noelia Zeballos             | Romina Ccuno Antonia Samudio                   | 6:2, 1:6, [10:4] |
| 3.  | 21. August 2021   | Monastir                | ITF W15   | Hartplatz    | Jekaterina Reingold         | Asya Colombo Beatrice Stagno                   | 6:1, 6:1         |
| 4.  | 28. August 2021   | Monastir                | ITF W15   | Hartplatz    | Ingrid Gamarra Martins      | Sakura Hondo Yuka Hosoki                       | 6:2, 6:0         |
| 5.  | 29. November 2021 | Antalya                 | ITF W15   | Sand         | Claudia Hoste Ferrer        | Romana Čisovská Darja Lodikowa                 | 6:2, 6:4         |
| 6.  | 27. Mai 2023      | Recife                  | ITF W15   | Sand (Halle) | Sabastiani Leon             | Luciana Blatter Martina Belen Roldan Santander | 6:1, 6:3         |
| 7.  | 26. April 2024    | Mosquera                | ITF W35   | Sand         | María José Portillo Ramírez | Nicole Fossa Huergo Miriana Tona               | 6:3, 6:2         |
| 8.  | 4. Mai 2024       | Anapoima                | ITF W35   | Sand         | María José Portillo Ramírez | Nicole Fossa Huergo Miriana Tona               | 6:4, 6:3         |
| 9.  | 8. Juni 2024      | Maringá                 | ITF W15   | Sand         | Lucciana Pérez Alarcón      | Camilla Bossi Leticia Garcia Vidal             | 6:2, 6:1         |
| 10. | 13. Juli 2024     | Luján                   | ITF W15   | Sand         | Lucciana Pérez Alarcón      | Romina Ccuno María Florencia Urrutia           | 6:4, 7:5         |
| 11. | 24. August 2024   | Arequipa                | ITF W50   | Sand         | Lucciana Pérez Alarcón      | Tiantsoa Sarah Rakotomanga Rajaonah Lian Tran  | 5:7, 6:3, [10:1] |